# Ferdinand, Duce de Genova
Ferdinand de Savoia (Ferdinando Maria Alberto Amedeo Filiberto Vincenzo; 15 noiembrie 1822 – 10 februarie 1855) a fost fondatorul ramurii Genova a Casei de Savoia.